# Košarkaški klub Lovćen Cetinje
Il K.K. Lovćen Cetinje è una società cestistica avente sede nella città di Cettigne, in Montenegro. Fondata nel 1947, disputa il campionato montenegrino e la Lega Balcanica.
Disputa le partite interne nel Lovćen Sports Center, che ha una capacità di 1.500 spettatori.